# Суслов, Владимир Борисович
Владимир Борисович Суслов (родился 19 июня 1996 года в Красноярске, Красноярский край) — российский регбист, лок (замок) команды "Енисей-СТМ"и сборной России.

## Биография

### Карьера игрока
Воспитанник клубной академии. В профессиональной команде «Енисей-СТМ» с 2016 года. Дебютировал 22 мая в матче 1/8 финала Кубка против команды «Юность Москвы». 2017 год вместе с еще несколькими молодыми регбистами «Енисея-СТМ» (Чурашов, Кононов) отправился в аренду в «Металлург». Вернувшись в стан «тяжелой машины» стал чемпионом сезона-2018. В 2020 году в играх участия не принимал из-за серьезной травмы, последствия которой преодолеть так и не смог, в итоге расторгнув контракт в конце года.

### Карьера в сборной
В первый же год выступления на профессиональном уровне обратил на себя внимание тренерского штаба сборной России, который тогда возглавлял Александр Первухин и в ноябре 2016 года получил вызов на тест-матчи. Дебютировал в матче против Зимбабве.

## Достижения
- Чемпион России: 2016, 2019
- Обладатель Кубка России: 2016